# Каліфон (Нью-Джерсі)
Каліфон (англ. Califon) — місто (англ. borough) в США, в окрузі Гантердон штату Нью-Джерсі. Населення — 1005 осіб (2020).

## Географія
Каліфон розташований за координатами 40°43′10″ пн. ш. 74°50′12″ зх. д. / 40.71944° пн. ш. 74.83667° зх. д. (40.719381, -74.836793).  За даними Бюро перепису населення США в 2010 році місто мало площу 2,52 км², з яких 2,46 км² — суходіл та 0,06 км² — водойми.

## Демографія
Згідно з переписом 2010 року, у селищі мешкало 1076 осіб у 394 домогосподарствах у складі 309 родин. Було 419 помешкань
Расовий склад населення:
| - 96,1 % — білих - 0,8 % — азіатів - 0,3 % — чорних або афроамериканців - 0,1 % — корінних американців |

До двох чи більше рас належало 2,6 %. Частка іспаномовних становила 1,3 % від усіх жителів.
За віковим діапазоном населення розподілялося таким чином: 28,2 % — особи молодші 18 років, 62,2 % — особи у віці 18—64 років, 9,6 % — особи у віці 65 років та старші. Медіана віку мешканця становила 41,9 року. На 100 осіб жіночої статі у селищі припадало 93,5 чоловіків;  на 100 жінок у віці від 18 років та старших — 88,5 чоловіків також старших 18 років.
Середній дохід на одне домашнє господарство  становив 130 854 долари США (медіана — 100 833), а середній дохід на одну сім'ю — 150 444 долари (медіана — 118 365). Медіана доходів становила 85 250 доларів для чоловіків та 77 639 доларів для жінок. За межею бідності перебувало 3,2 % осіб, у тому числі 1,1 % дітей у віці до 18 років та 2,3 % осіб у віці 65 років та старших.
Цивільне працевлаштоване населення становило 657 осіб. Основні галузі зайнятості: освіта, охорона здоров'я та соціальна допомога — 26,3 %, науковці, спеціалісти, менеджери — 19,3 %, фінанси, страхування та нерухомість — 7,9 %, будівництво — 7,9 %.